# カーティス・ジョーンズ
カーティス・ジョーンズ（英語: Curtis Julian Jones, 2001年1月30日 - ）は、イングランド・リヴァプール出身のサッカー選手。リヴァプールFC所属。イングランド代表。ポジションはMF。

## 経歴

### クラブ
リヴァプールで生まれ育ち、U-9からリヴァプールFCの下部組織に入団しプレーし始める。2013年には日本で開催されていたU-12 ジュニアサッカーワールドチャレンジ2013に出場するために来日している。
2018年4月7日のエヴァートンFC戦で初めてトップチームのベンチメンバーに名を連ねるが、出場はなかった。2019年1月7日のFAカップ3回戦のウルヴァーハンプトン・ワンダラーズ戦で先発出場し、トップチームのデビューを飾った。
翌シーズンの2019年9月25日に行われたカラバオカップ3回戦のミルトン・キーンズ・ドンズ戦では、若手主体で挑んだチームの中で先発出場し、勝利、ジョーンズがプレイヤーオブ・ザ・マッチに輝いた。 次の4回戦のアーセナルFC戦では途中出場した。PK戦までもつれ込んだ中で5人目のPKキッカーを務め、これを成功させてチームは勝利した。2020年7月6日、第33節のアストン・ヴィラ戦でプレミアリーグ初得点を決めた。
2020-21シーズンから背番号を17番に変更した。チャンピオンズリーグ、グループステージ第5節のアヤックス戦で同大会の初ゴールとなる、決勝ゴールを決め、決勝トーナメント進出に貢献した。

### 代表
2024年11月14日、UEFAネーションズリーグのギリシャ戦で代表デビューを飾って代表初ゴールも決めた。

## 個人成績
| クラブ       | シーズン | リーグ         | リーグ戦 | リーグ戦 | カップ戦 | カップ戦 | リーグ杯 | リーグ杯 | 国際大会 | 国際大会 | その他 | その他 | 合計 | 合計 |
| クラブ       | シーズン | リーグ         | 出場     | 得点     | 出場     | 得点     | 出場     | 得点     | 出場     | 得点     | 出場   | 得点   | 出場 | 得点 |
| ------------ | -------- | -------------- | -------- | -------- | -------- | -------- | -------- | -------- | -------- | -------- | ------ | ------ | ---- | ---- |
| リヴァプール | 2018–19  | プレミアリーグ | 0        | 0        | 1        | 0        | 0        | 0        | 0        | 0        | 0      | 0      | 1    | 0    |
| リヴァプール | 2019-20  | プレミアリーグ | 6        | 1        | 4        | 2        | 2        | 0        | 0        | 0        | 0      | 0      | 12   | 3    |
| リヴァプール | 2020-21  | プレミアリーグ | 24       | 1        | 2        | 0        | 2        | 2        | 5        | 1        | 1      | 0      | 34   | 4    |
| リヴァプール | 通算     | 通算           | 30       | 2        | 7        | 2        | 4        | 2        | 5        | 1        | 1      | 0      | 47   | 7    |
| 総通算       | 総通算   | 総通算         | 30       | 2        | 7        | 2        | 4        | 2        | 5        | 1        | 1      | 0      | 47   | 7    |

## タイトル

### クラブ
リヴァプールFC
- プレミアリーグ：2回(2019-20, 2024-25)
- FIFAクラブワールドカップ：1回（2019）

### 個人
- UAEスポーツチェーンカップ: 最優秀選手[11]